# ヴァケ (イメレティ低地)
ヴァケ（グルジア語: ვაკე、グルジア語ラテン翻字: Vake）は、ジョージア西部にあるイメレティ低地の西部地域の歴史的地名である。史料には17世紀から登場する。地理的にはツヘニスツカリ川とリオニ川の間に位置する。
ヴァケにおける人類の生活の痕跡は、後期旧石器時代から確認されている。青銅器時代の丘陵集落の遺跡「ゴリキビ」が残っている。封建制ジョージア初期において、ヴァケの地域はエグリシ王国に属していた。ジョージア連合王国の崩壊後は、イメレティ王国の領土となった。軍事行政上の区分では、ヴァケはイメレティ王国の前旗軍管区（サドロショ）の一部であった。